# Петри, Карл Адам
Карл Адам Петри (нем. Carl Adam Petri; 12 июля 1926 — 2 июля 2010) — немецкий математик и исследователь в области информатики.

## Биография
Сети Петри были изобретены в августе 1939 году Карлом Адамом Петри, в возрасте 13 лет, для описания химических процессов. Благодаря родительским связям Карл Адам имел доступ к библиотеке в Лейпциге, где он ознакомился с (в то время запрещёнными) трудами Эйнштейна и Гейзенберга. В 1941 году отец Петри рассказал об исследованиях вычислительных машин Конрадом Цузе и Карл Адам начинает собирать собственный аналоговый компьютер.
После завершения учёбы в Школе Святого Фомы он, в 1944 году, был призван в Вермахт, впоследствии попадает в британский плен.
Петри начал математические опыты в Дармштадтском техническом университете в 1950 году. Он описал сети Петри в 1962 году в рамках диссертации нем. «Kommunikation mit Automaten» (взаимодействие с автоматами). Работал с 1959 по 1962 год в Боннском университете, в 1962 году получил степень доктора философии в Дармштадтском университете.
Труды Петри стали существенным вкладом в развитие параллельных вычислений и распределённых вычислений, способствовали исследованиям сложных систем и потоков работ.
В 1988 году Карл Адам Петри стал почётным профессором Гамбургского университета. Официально вышел на пенсию 1991 году. Был членом Европейской Академии.

## Отличия, звания и награды
- 1962 профессор Альвин Вальтер распознал важность трудов Петри и способствует избранию диссертации Петри лучшей диссертацией 1961/62 учебного года.
- 1985 избран председателем регламентной комиссии ICPN.
- 1988 Орден «За заслуги», первого класса.
- 1988 становится почётным профессором Гамбургского университета, до 1994 проводит семинары посвящены общей теории сетей.
- 1989 избран в Лондоне членом Европейской Академии.
- 1993 Медаль имени Конрада Цузе за выдающиеся заслуги перед информатикой.
- 1996 Президент ФРГ Роман Герцог вручил Кольцо Вернера фон Зименса за выдающийся вклад в развитие технологии и науки.
- 1997 становится членом Нью-Йоркской Академии наук.
- 1998 «Society for Design and Process Science» впервые наградила «Carl Adam Petri Distinguished Technical Achievement Award».
- 1999 степень «Doktor Honoris Causa» от Университета Сарагосы.
- 2003 Королева Нидерландов наградила Орденом Нидерландского льва.
- 2007 «Academy of Transdisciplinary Learning and Advanced Studies» (ATLAS) наградила за достижения «Academy Gold Medal of Honor»[6].
- 2008 Награда Компьютерного общества IEEE «Пионер компьютерной техники» (Computer Pioneer Award)[7][3].